# Ду (Ардени)
Ду (фр. Doux) насеље је и општина у североисточној Француској у региону Шампањ-Арден, у департману Ардени која припада префектури Ретел.
По подацима из 2011. године у општини је живело 70 становника, а густина насељености је износила 10,74 становника/km². Општина се простире на површини од 6,52 km². Налази се на средњој надморској висини од 79 метара.

## Демографија
| 1962. | 1968. | 1975. | 1982. | 1990. | 1999. | 2011. |
| ----- | ----- | ----- | ----- | ----- | ----- | ----- |
| 48    | 71    | 77    | 78    | 63    | 76    | 70    |

График промене броја становника у току последњих година